# Orubesa ata
Orubesa ata är en skalbaggsart som beskrevs av Semenov och Medvedev 1929. Orubesa ata ingår i släktet Orubesa och familjen Hybosoridae. Inga underarter finns listade i Catalogue of Life.